# Niemiecka Drabina

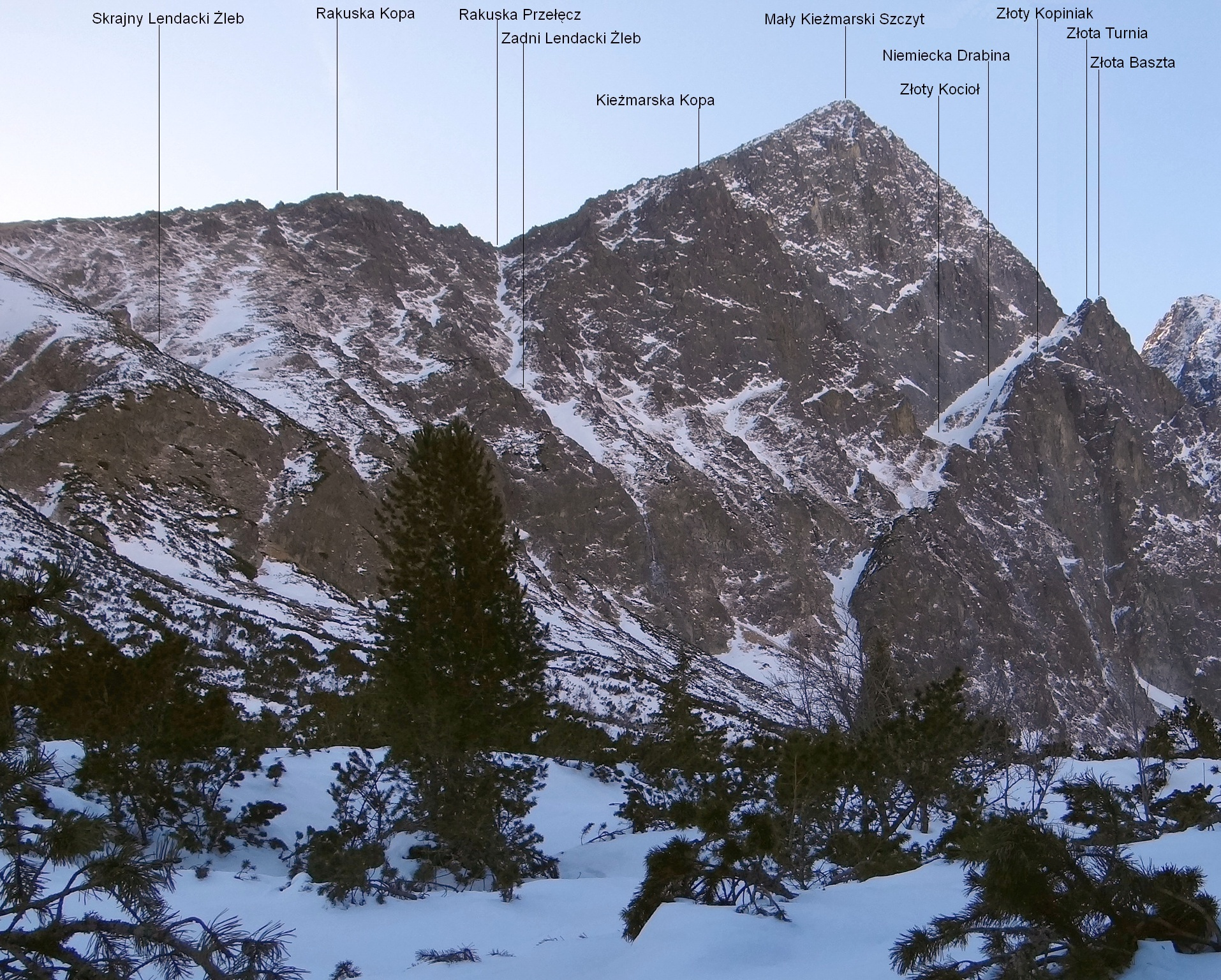
Widok z Doliny Zielonej Kieżmarskiej

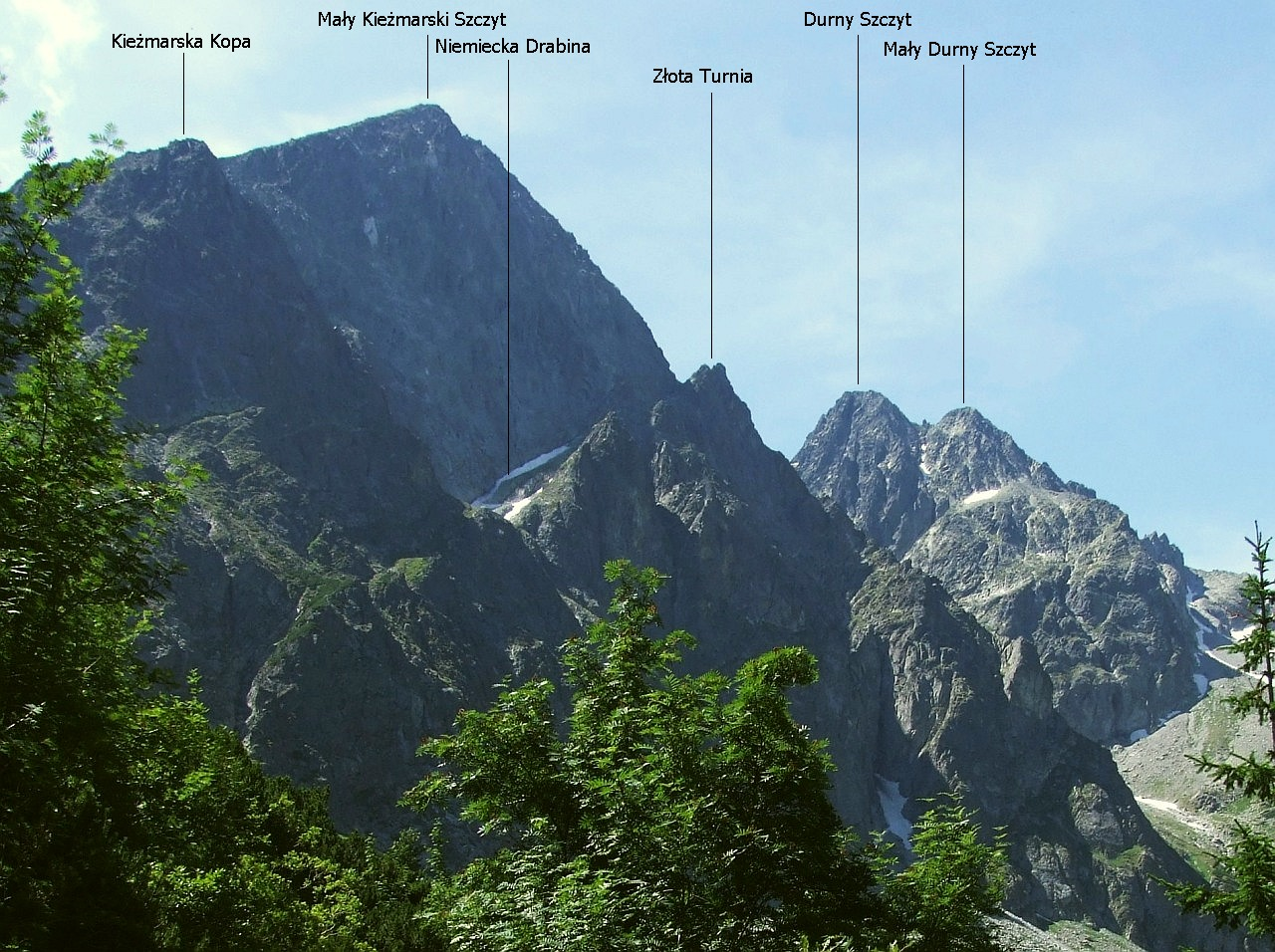
Górna część żlebu

Niemiecka Drabina (niem. Deutsche Leiter, słow. Nemecký rebrík, węg. Német Létra) – wysoko położony (około 1990–2230 m), piarżysty żleb w północnych ścianach Małego Kieżmarskiego Szczytu (2513 m) w słowackich Tatrach Wysokich. Opada skośnie spod wybitnej Złotej Przełączki (2230 m) pomiędzy Złotą Turnią a ścianami Małego Kieżmarskiego Szczytu do Złotego Kotła (1986 m) znajdującego się w jednej trzeciej wysokości potężnej ściany Kieżmarskiego. Jest to najwyższa ściana w całych Tatrach – jej wysokość dochodzi do 900 m. Niemiecka Drabina dzieli ją na dwie części; górną i dolną. Jej obramowanie po prawej (patrząc od dołu) stronie tworzą kolejno: Złoty Kopiniak, Złota Baszta, Złoty Mur, Złota Turnia. W dolnej części nad Złotym Kotłem składa się z dwóch żlebów oddzielonych od siebie skalnym żebrem o długości około 400 m. Łatwiejsze jest wejście lewym żlebem. Początkowa część jest stroma, ale na krótkiej tylko odległości, wyżej jest mało stroma.
Nazwa żlebu pochodzi od niemieckiej rodziny szewców Fabri (Fabry) z Kieżmarku, którzy w XVIII wieku przez żleb ten chodzili na Miedziane Ławki w poszukiwaniu złota. Nie znaleźli go, ale w Miedzianych Ławkach odkryli rudę miedzi, którą wydobywali. Górnicy znosili ją w workach na plecach przez Niemiecką Drabinę (tylko przez 2–3 miesiące w roku). Obecnie żlebem tym prowadzi na Łomnicę jedna z dróg wejściowych dla taterników. Jest ładna widokowo, ale nie najłatwiejsza. W lutym 2000 zginął tu wraz z bratem podczas zejścia słowacki alpinista Pavel Pochylý, w lutym 2008 zaś polski alpinista Maciej Sokołowski. Niemiecka Drabina jest dla wielu dróg wspinaczkowych zaczynających się u podnóży Kieżmarskiego punktem docelowym, na którym taternicy kończą wspinaczkę i schodzą w dół Niemiecką Drabiną. Dla niektórych dróg jest punktem startowym do wspinaczki w górnej części ściany.
Przedłużeniem Niemieckiej Drabiny w kierunku wschodnim (już w Kieżmarskiej Kopie) jest Złota Drabina.